# Liste der Biografien/Krem
Liste der Biografien |
Portal Biografien |
Personensuche
# |
A |
B |
C |
D |
E |
F |
G |
H |
I |
J |
K |
L |
M |
N |
O |
P |
Q |
R |
S |
T |
U |
V |
W |
X |
Y |
Z |
?
 
Ka |
Kb |
Kc |
Kd |
Ke |
Kf |
Kg |
Kh |
Ki |
Kj |
Kl |
Km |
Kn |
Ko |
Kp |
Kr |
Ks |
Kt |
Ku |
Kv |
Kw |
Ky |
Kx |
Kz
 
Kra |
Krb |
Krc |
Kre |
Krg |
Krh |
Kri |
Krj |
Krk |
Krl |
Krm |
Krn |
Kro |
Krp |
Krs |
Krt |
Kru |
Kry |
Krz
 
Krea |
Kreb |
Krec |
Kred |
Kree |
Kref |
Kreg |
Kreh |
Krei |
Krej |
Krek |
Krel |
Krem |
Kren |
Kreo |
Krep |
Kres |
Kret |
Kreu |
Krev |
Krew |
Krex |
Krey |
Krez
Die Liste der Biografien führt alle Personen auf, die in der deutschsprachigen Wikipedia einen Artikel haben. Dieses ist eine Teilliste mit 164 Einträgen von Personen, deren Namen mit den Buchstaben „Krem“ beginnt.

## Krem

### Krema
- Kremann, Robert (1879–1937), österreichischer Chemiker
- Kremayr, Rudolf (1905–1989), österreichischer Verleger

### Kremb
- Kremb, Jürgen (* 1957), deutscher Journalist und Buchautor
- Kremberg, Jakob († 1715), deutscher Komponist

### Kreme
- Kremegne, Pinchus (1890–1981), französischer Maler russisch-jüdischer Abstammung
- Kremelberg, Alice (* 1990), US-amerikanische Schauspielerin und Drehbuchautorin
- Kremen, Claire (* 1961), US-amerikanische Ökologin und angewandte Naturschutzbiologin
- Kremendahl, Hans (1948–2015), deutscher Politiker (SPD), MdA
- Kremenezky, Johann (1848–1934), österreichischer Industrieller und Zionist
- Kremenliew, Emil (* 1969), bulgarischer Fußballspieler
- Krementschouk, Andrej (* 1973), russischer Fotograf
- Krementz, Philipp (1819–1899), deutscher Geistlicher, Erzbischof von Köln
- Kremer von Auenrode, Hugo (1833–1888), österreichischer Rechtswissenschaftler
- Kremer, Alexandra († 1999), deutsche Triathletin
- Kremer, Alfred (1895–1965), deutscher Maler
- Kremer, Alfred von (1828–1889), österreichischer Orientalist und Politiker
- Kremer, Andrzej (1961–2010), polnischer Jurist, Diplomat und Vizeaußenminister
- Kremer, Anne (* 1975), luxemburgische Tennisspielerin
- Kremer, Anne-Kathrine (* 1987), deutsche FußballspielerinAnne-Kathrine Kremer (* 1987)

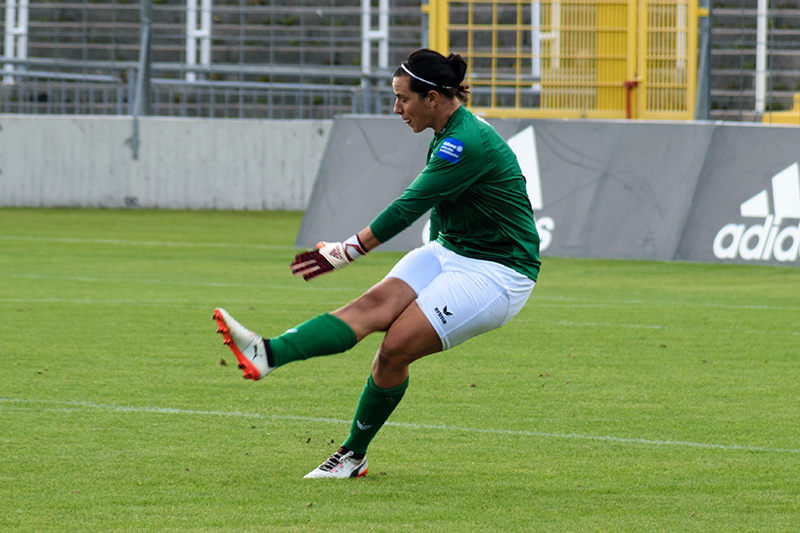
Anne-Kathrine Kremer (* 1987)

- Kremer, Armin (* 1968), deutscher Rallyefahrer
- Kremer, Bernd Mathias (* 1945), deutscher Verwaltungsjurist, tätig für die Erzdiözese Freiburg
- Kremer, Carsten, deutscher Rechtswissenschaftler
- Kremer, Christoph Jakob (1722–1777), Historiker und Jurist
- Kremer, Clemens (1930–2000), deutscher Komponist
- Kremer, Dana (* 1997), deutsche Tennisspielerin
- Kremer, Detlef (1953–2009), deutscher Germanist
- Kremer, Dieter (* 1942), deutscher Romanist und Sprachwissenschaftler
- Kremer, Eduard (1881–1948), deutscher Politiker (Zentrum), MdL und Jurist
- Kremer, Emma (* 2000), luxemburgische Fußballspielerin
- Kremer, Erwin (1937–2006), deutscher Rennfahrer, Konstrukteur und Rennteamleiter
- Kremer, Frank (* 1960), deutscher Fußballspieler
- Kremer, Franz (1905–1967), erster Präsident des 1. FC Köln
- Kremer, George (1775–1854), US-amerikanischer Politiker
- Kremer, Gidon (* 1947), lettischer ViolinistGidon Kremer (* 1947)

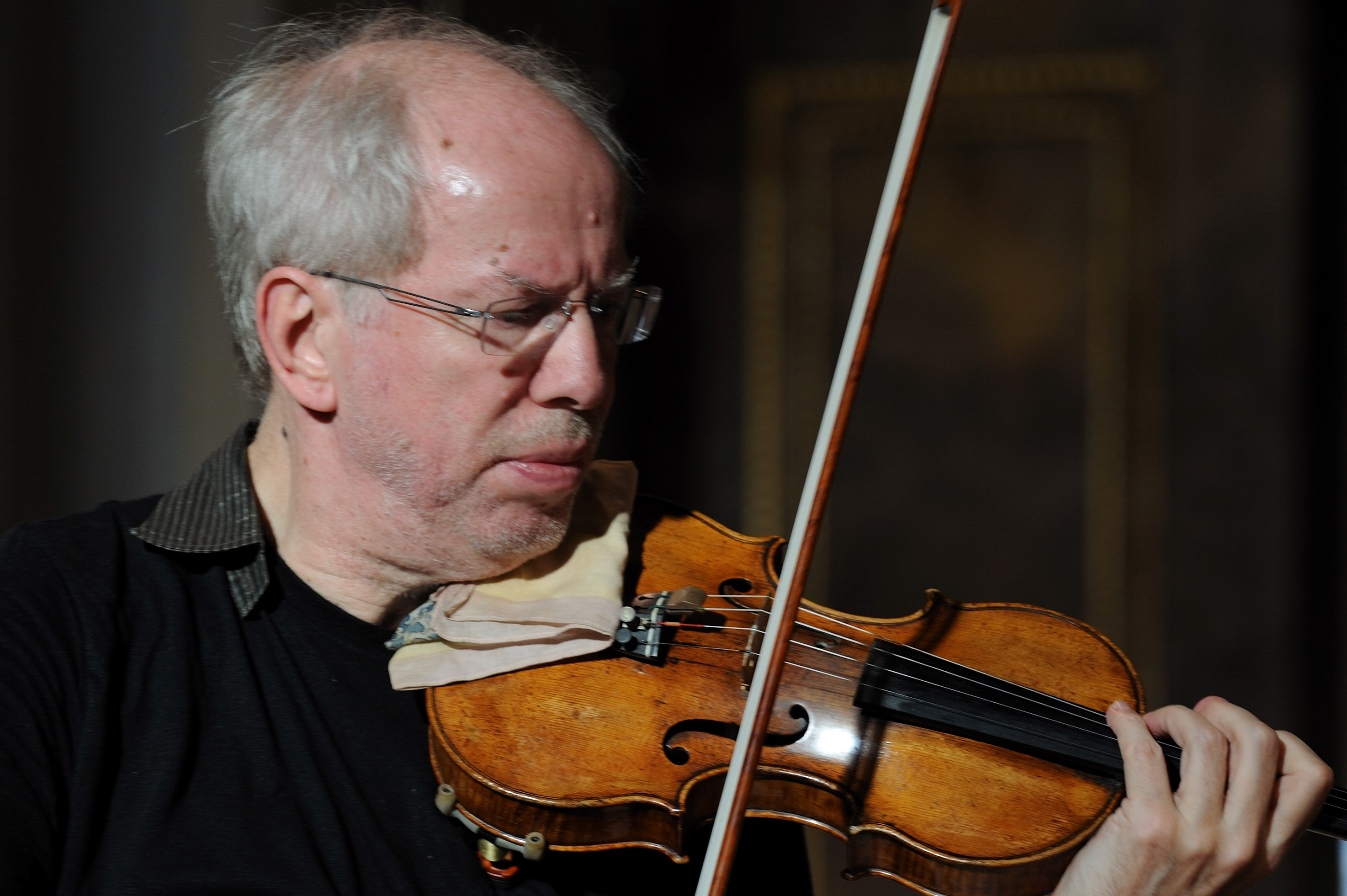
Gidon Kremer (* 1947)

- Kremer, H.-Hugo (* 1965), deutscher Wirtschaftspädagoge
- Kremer, Hannes (1906–1976), deutscher Schriftsteller
- Kremer, Hans (* 1954), deutscher Schauspieler und Sprecher
- Kremer, Hans Juergen, deutscher Ethnologe und Altamerikanist
- Kremer, Hans-Georg (* 1946), deutscher Sporthistoriker und -publizist sowie Sportorganisator
- Kremer, Hans-Werner (* 1945), deutscher Fußballspieler
- Kremer, Harry A. (* 1929), deutscher Verwaltungsjurist
- Kremer, Henry (1907–1992), britischer Unternehmer und Stifter des Kremer-Preises
- Kremer, Hermann (1941–2021), deutscher Mäzen, Kunstsammler und Stiftungsgründer
- Kremer, Ilja Semjonowitsch (1922–2020), russischer bzw. sowjetischer Historiker und Germanist
- Kremer, Jacob (1924–2010), deutscher Theologe
- Kremer, Johann Paul (1883–1965), deutscher Anatom und KZ-Arzt
- Kremer, Johannes Leodegar (1893–1944), deutscher Pallottinerbruder und Opfer des Nationalsozialismus
- Kremer, Józef (1806–1875), polnischer Philosoph, Ästhetiker, Kunsthistoriker und Wegbereiter der Psychologie
- Kremer, Jutta (* 1957), deutsche Rechtswissenschaftlerin, Verwaltungsjuristin, Ministerial- und politische Beamtin (SPD)
- Kremer, Karin (1939–2019), deutsche Künstlerin
- Kremer, Karl (1915–2009), deutscher Chirurg
- Kremer, Karl Peter (* 1944), deutscher Maler
- Kremer, Klaus (1927–2007), deutscher katholischer Theologe und Dogmatiker
- Kremer, Kurt (* 1956), deutscher Physiker
- Kremer, Kurt Peter (1922–2015), deutscher Architekt
- Kremer, Lika Gidonowna (* 1977), russische Schauspielerin, Moderatorin und MedienunternehmerinLika Gidonowna Kremer (* 1977)

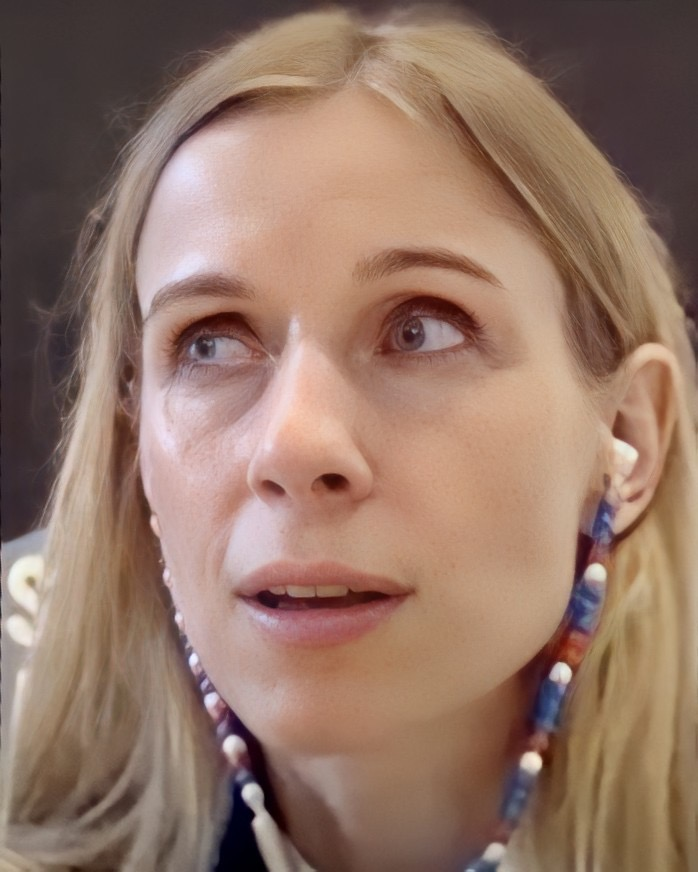
Lika Gidonowna Kremer (* 1977)

- Kremer, Marie (* 1982), belgische Schauspielerin
- Kremer, Marita (1897–1980), deutsche Bibliothekarin
- Kremer, Martin (1898–1971), deutscher Opernsänger (Tenor)
- Kremer, Matthias (1465–1557), deutscher katholischer Theologe und Rektor magnificus der Universität Köln
- Kremer, Max (* 1989), deutscher Fußballspieler und -trainer
- Kremer, Michael (* 1964), US-amerikanischer Ökonom
- Kremer, Mira (1905–1987), deutsche Schachspielerin
- Kremer, Mitzi (* 1968), US-amerikanische Schwimmerin
- Kremer, Peter (1901–1989), deutscher Heimatschriftsteller
- Kremer, Peter (* 1958), deutscher SchauspielerPeter Kremer (* 1958)

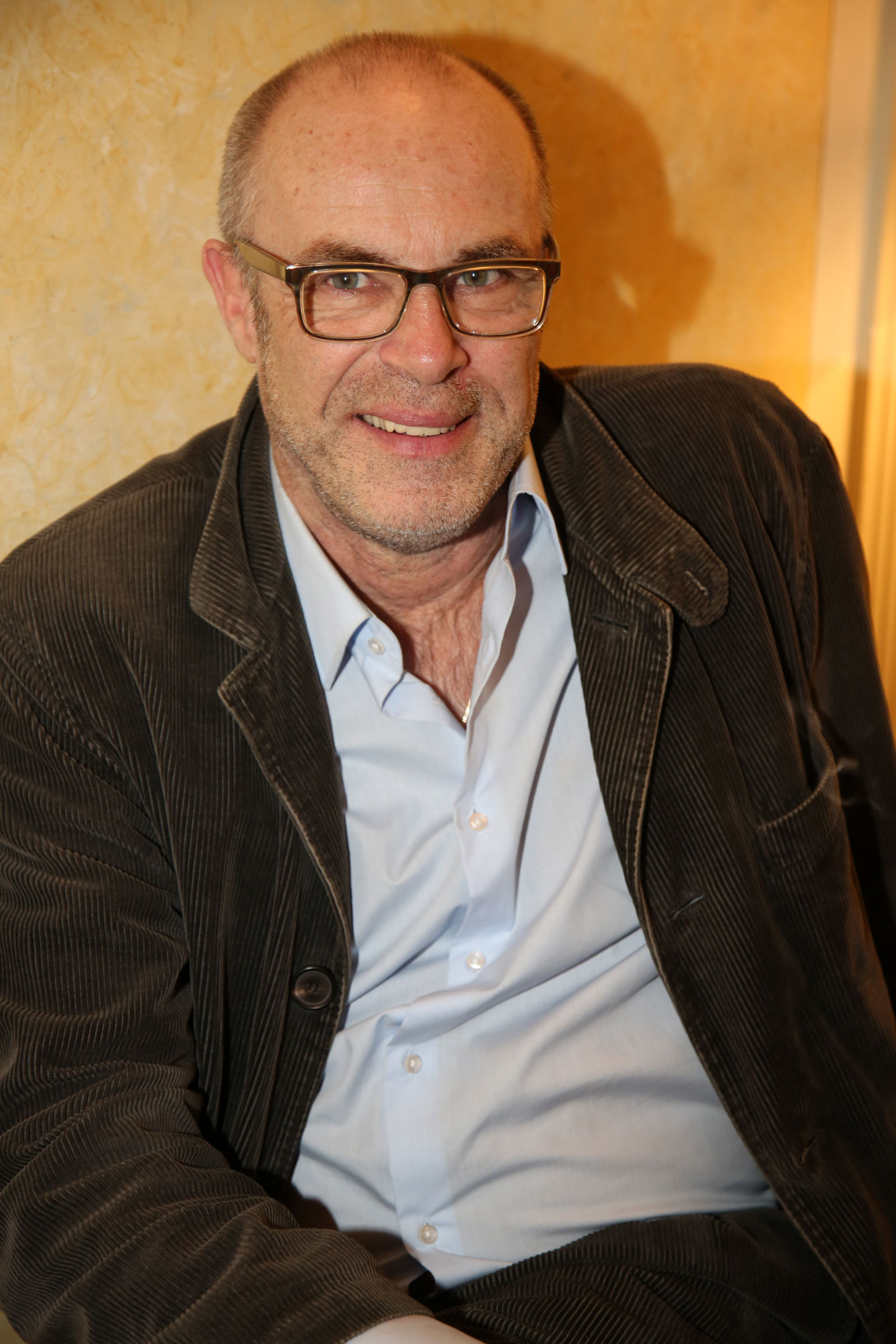
Peter Kremer (* 1958)

- Kremer, Petra (* 1966), deutsche Basketballnationalspielerin
- Kremer, Philipp (1886–1965), deutscher Ingenieur und Hochschullehrer
- Kremer, Philipp Franz (1765–1854), bayerischer Jurist, Abgeordneter und Kaufmann
- Kremer, Rudolph (* 1978), deutscher Autor und Lehrer
- Kremer, Simon (* 1985), deutscher Journalist, Buchautor und Kolumnist
- Kremer, Theodor (1846–1927), deutscher Architekt
- Kremer, Thomas (* 1971), deutscher Diözesanpriester und katholischer Theologe
- Kremer, Warren (1921–2003), US-amerikanischer Comiczeichner
- Kremer, Wilhelm (1915–1997), deutscher Kommunalpolitiker (SPD)
- Kremer, Willibert (1939–2021), deutscher Fußballspieler und -trainer
- Kremer, Wolfgang (* 1945), deutscher Schwimmer
- Kremer-Schillings, Willi (* 1954), deutscher Autor, Manager und Nebenerwerbslandwirt
- Kremers, Andreas (* 1967), deutscher Fußballspieler
- Kremers, Dieter (1921–1991), deutscher Romanist
- Kremers, Eckhard (* 1949), deutscher Maler und Bildhauer
- Kremers, Erwin (* 1949), deutscher Fußballspieler
- Kremers, Heinz (1926–1988), deutscher evangelischer Theologe, Hochschullehrer
- Kremers, Helmut (* 1949), deutscher FußballspielerHelmut Kremers (* 1949)

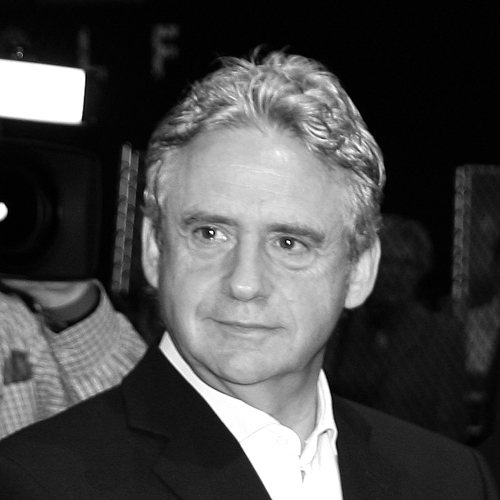
Helmut Kremers (* 1949)

- Kremers, Jörg (* 1969), deutscher Schriftsteller
- Kremers, Kurt (1920–1991), deutscher Komponist, Dichter und Schriftsteller
- Kremershof, Lothar (1953–2003), deutscher Eishockeyspieler und -trainer
- Kremershof, Walter (1922–1997), deutscher Eishockeyspieler

### Kremh
- Kremhelmer, Johann (* 1946), deutscher Jurist

### Kremi
- Kremin, Helmut (1907–1940), deutscher Kaufmann und Widerstandskämpfer gegen den Nationalsozialismus

### Kremk
- Kremkau, Klaus (* 1927), deutscher evangelischer Theologe und Ökumeniker

### Kreml
- Kremlacek, Luise (1904–1990), österreichische Galeristin
- Kremlew, Umar Nasarowitsch (* 1982), russischer Boxfunktionär
- Kremlička, Rudolf (1886–1932), tschechischer Maler und Graphiker
- Kremling, Horst (1920–2013), deutscher Gynäkologe
- Kremling, Ingrid (* 1948), deutsche Opernsängerin (Sopran) und Gesangspädagogin
- Kremling, Ludwig (1861–1930), ungarisch-jugoslawischer Politiker
- Kremlitschka, Tina (* 1999), deutsche Fußballspielerin
- Kremljowa, Ljubow (* 1961), russische Mittel- und Langstreckenläuferin

### Kremm
- Kremm, Kurt (* 1963), deutscher Fußballspieler
- Kremm, Werner (* 1951), rumänischer Journalist, Mitglied der Literatengemeinschaft Aktionsgruppe Banat
- Kremmer, Josef (1886–1976), deutscher Landrat, NSDAP-Funktionär
- Kremmer, Martin (1895–1945), deutscher Architekt
- Kremmler, Hans-Georg Alexander (1885–1966), deutscher Landrat

### Kremn
- Kremnitz, Georg (* 1945), deutscher Romanist, Sprachwissenschaftler und Hochschullehrer
- Kremnitz, Mite (1852–1916), deutsche Schriftstellerin und Übersetzerin
- Kremnitzer, Alois (* 1938), österreichischer Politiker (FPÖ), Landtagsabgeordneter
- Kremnitzer, Mordechai (* 1948), israelischer Jurist und emeritierter Professor der Juristischen Fakultät der Hebrew Universität Jerusalem

### Kremo
- Kremo, Béla (1911–1978), Schweizer Jongleur

### Kremp
- Kremp, Christian (1843–1920), deutscher Unternehmer, Feinmechaniker
- Kremp, Dietrich (1937–2017), deutscher theoretischer PhysikerDietrich Kremp (1937–2017)

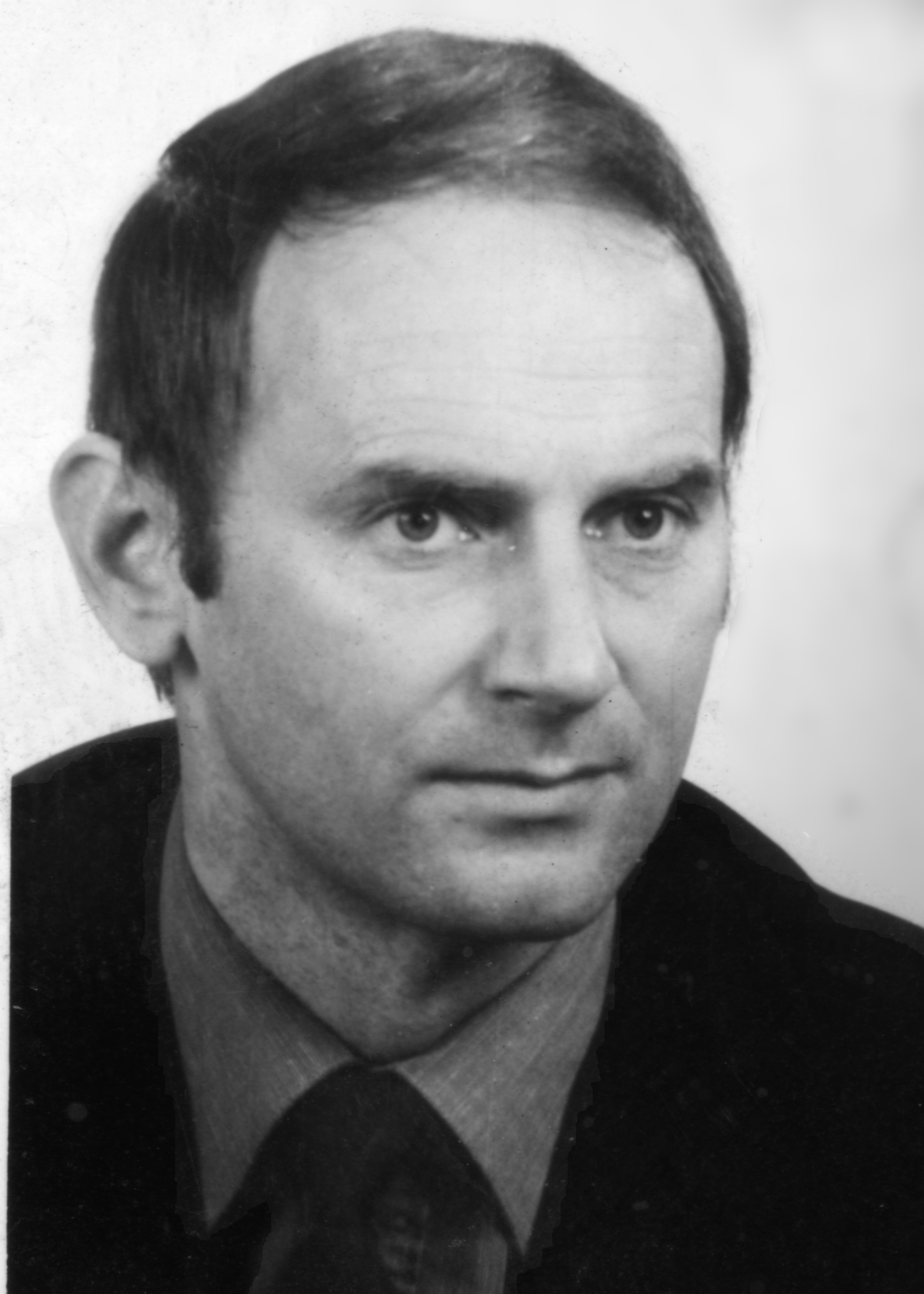
Dietrich Kremp (1937–2017)

- Kremp, Franz Josef (* 1955), deutscher Diplomat
- Kremp, Herbert (1928–2020), deutscher Journalist, Publizist und Buchautor
- Kremp, Irmtraud (* 1934), deutsche Übersetzerin und Science-Fiction-Autorin
- Kremp, Jan-Gregor (* 1962), deutscher SchauspielerJan-Gregor Kremp (* 1962)

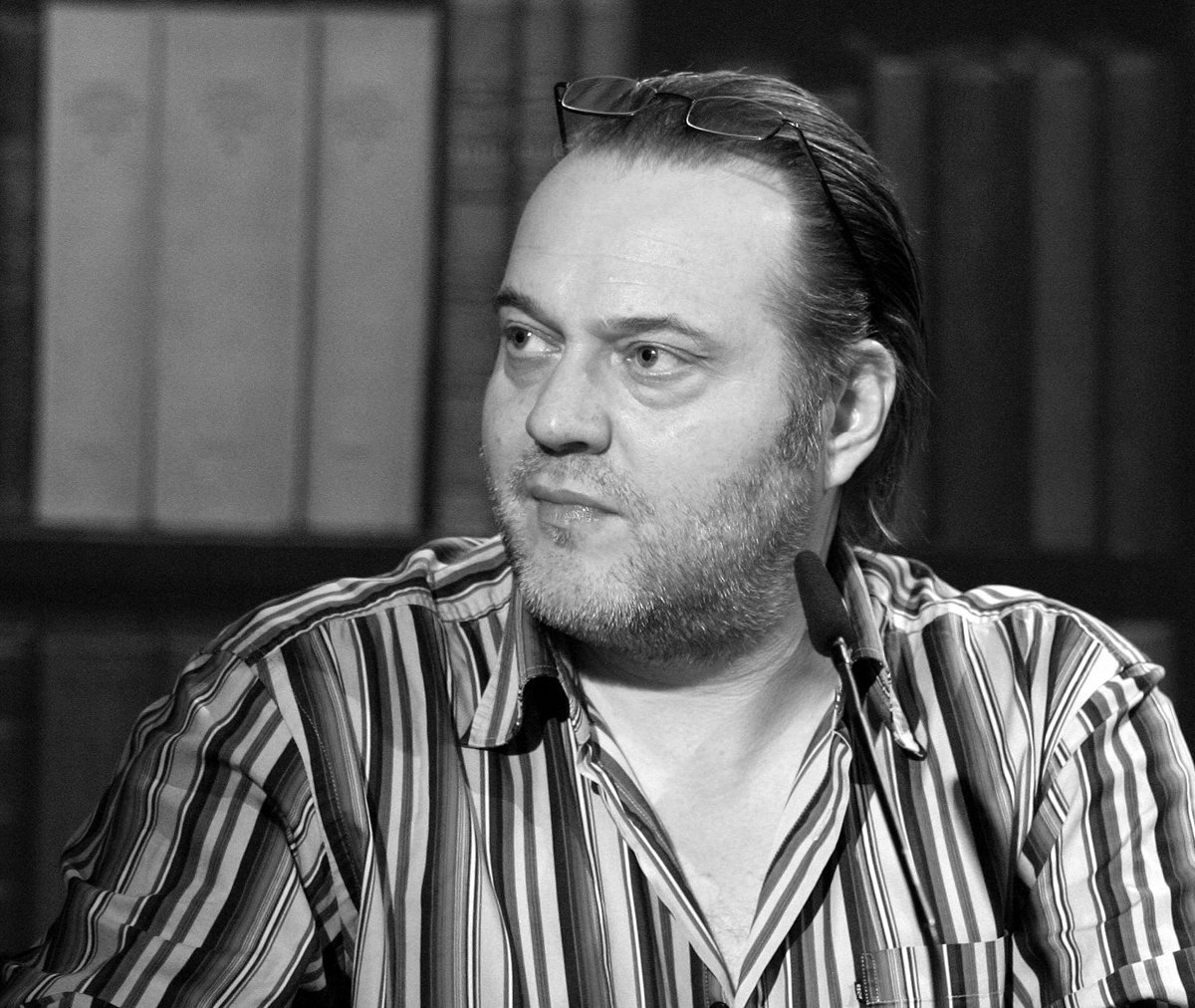
Jan-Gregor Kremp (* 1962)

- Kremp, Werner (1945–2016), deutscher Politikwissenschaftler, Gründungsdirektor der Atlantischen Akademie Rheinland-Pfalz
- Krempel, Erich (1913–1992), deutscher Sportschütze
- Krempel, Gerhard (* 1931), deutscher Politiker (CDU), MdL
- Krempel, Heinrich (1860–1935), österreichischer Bergsteiger
- Krempel, Louis (1821–1869), deutscher Kaufmann und Mitglied des Nassauischen Kommunallandtages
- Krempel, Ulrich (* 1948), deutscher Kunsthistoriker, Kurator und Museumsdirektor
- Krempel, Wolfram (1936–2020), deutscher Film- und Theaterregisseur
- Krempelhuber, August von (1813–1882), deutscher Forstmann und Botaniker
- Krempen, Gotfridus van der, Ratssekretär der Hansestadt Lübeck und Lübecker Domherr
- Kremper, Klaus (* 1962), deutscher Manager
- Kremper, Laurentius († 1730), Priester und Abt des Klosters Hardehausen
- Kremper-Fackner, Hildegard (1933–2004), deutsche Malerin und Grafikerin
- Krempf, Réka (* 1976), ungarische Boxerin
- Krempicki, Connor (* 1994), deutscher Fußballspieler
- Krempke, Thomas (* 1957), Schweizer Fotokünstler, Buchautor und Filmemacher
- Krempl, Anton (1790–1844), slowenischer Dichter, Schriftsteller, Historiker und katholischer Priester
- Krempl, Josef (1862–1914), österreichischer Schriftsteller
- Krempl, Josef (1886–1971), deutscher Redakteur und Politiker (BVP, CSU), MdL Bayern
- Krempl, Ludwig (1855–1926), steirischer Geschäftsmann und Bauherr
- Krempl, Marjan (* 1955), slowenischer Marathonläufer
- Krempl, Matthias (1917–1997), österreichischer Politiker (ÖVP), Abgeordneter zum Nationalrat, Mitglied des Bundesrates
- Krempl, Stefan (* 1969), deutscher Journalist
- Krempl, Valentin (1904–1945), deutscher Bobfahrer
- Krempler, Karl von (1896–1972), deutscher Offizier, SS-Standartenführer
- Kremplsetzer, Georg (1827–1871), deutscher Komponist und Musiker

### Krems
- Krems, Balthasar (1760–1813), Strumpfwirker, Erfinder einer Nähmaschine
- Krems, Burkhardt (* 1943), deutscher Rechts- und Verwaltungswissenschaftler und Hochschullehrer
- Krems, Erich (1897–1916), deutscher Schüler und Wandervogel-Mitglied
- Krems, Eva-Bettina (* 1968), deutsche Kunsthistorikerin
- Krems, Josef F. (* 1954), deutscher Psychologe und Hochschullehrer
- Krems, Karl-Heinz (* 1955), deutscher Politiker (SPD)
- Kremser, Bernhard (* 1954), deutscher Bildhauer, Designer, Grafiker und Schauspieler
- Kremser, Eduard (1838–1914), österreichischer Arrangeur, Komponist und Dirigent
- Kremser, Elsa (* 1985), österreichische Regisseurin, Autorin und ProduzentinElsa Kremser (* 1985)

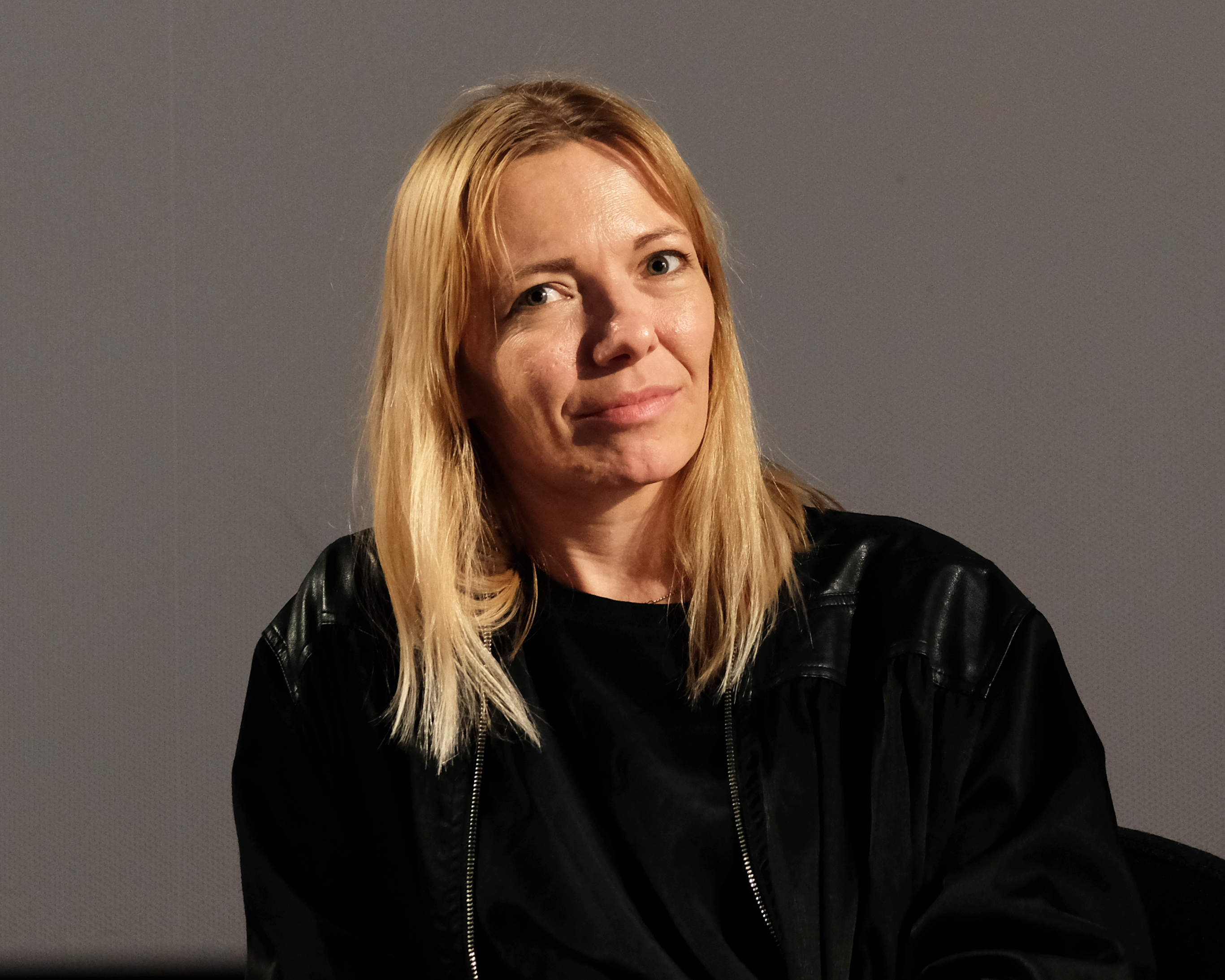
Elsa Kremser (* 1985)

- Kremser, Engelbert (* 1938), deutscher Maler und Architekt
- Kremser, Heinrich (1878–1947), tschechoslowakischer Politiker der deutschen Minderheit
- Kremser, Julia (* 1984), deutsche Fußballspielerin
- Kremser, Karl (* 1945), deutsch-US-amerikanischer American-Football-Spieler
- Kremser, Kurt (* 1895), deutscher politischer Aktivist
- Kremser, Manfred (1950–2013), österreichischer Ethnologe und Bewusstseinsforscher
- Kremser, Simon (1775–1851), Fuhrunternehmer, gilt als der Erfinder des Öffentlichen Personennahverkehrs in Berlin
- Kremser, Stefanie (* 1967), deutsche Buchautorin und Drehbuchautorin
- Kremser, Victor (1858–1909), deutscher Astronom und Meteorologe
- Kremser, Walter (1909–2000), deutscher Forstwissenschaftler
- Kremski, Theodor (1829–1906), deutscher Jurist und Priester in Oberschlesien
- Kremslehner, Moritz (* 2005), österreichischer Kanute
- Kremsmayer, Hermann (* 1954), österreichischer Maler
- Kremsner, Peter Gottfried (* 1961), österreichischer Infektiologe und Tropenmediziner

### Kremt
- Kremtz, Peter (1940–2014), deutscher Ruderer